# 張玉蟬
張玉蟬（1929年—2022年12月28日），新竹湖口人，畢業於臺灣省立花蓮女子高級中學。張七郎之養女、媳婦，張果仁之妻，二二八事件受難者家屬。與張果仁生有一子張至滿；與陳喬格生有一女陳惠操。

## 生平

### 早年經歷
1929年（昭和四年）出生於新竹湖口的客家務農家庭，幼時父母離婚，因生父莊金生外出離家，故由祖母撫養，生母後來改嫁到池上。六歲舉家遷移到花蓮豐田，七歲時因家中貧困，被賣到張七郎家成為第七位養女，姓氏也改姓張。:93-94
張玉蟬性情溫順，在張家頗得張七郎夫婦疼愛，平時在家中會幫忙家務照顧年幼孩子。七歲（1936年）就讀花蓮港廳立鳳林公學校（今鳳林國小），畢業後第一年應考花蓮港廳立花蓮港高等女學校落榜，第二年考上臺東廳立臺東高等女學校（今臺東女子高級中學），二戰後轉學回花蓮女中就讀，並於1946年畢業。:97
畢業後張玉蟬沒有繼續升學，回家幫忙家務。1946年張果仁自滿州國返鄉，在鳳林仁壽醫院擔任醫生，後張玉蟬、張果仁奉父母之命於同年十一月結婚，並搬至醫院後方住宅。:24兩人結婚隔年（1947年）發生鳳林二二八事件，父親張七郎、大哥張宗仁和丈夫張果仁不幸罹難。張玉蟬時年十九，懷有四個多月身孕，於隔年十月生下遺腹子張至滿。

### 鳳林二二八事件遭遇
張玉蟬與張果仁結婚次年（1947年），鳳林二二八事件發生。4月4日鳳林舉行歡迎國軍晚會，張宗仁代父出席，返回住處後，被駐軍以有士兵食物中毒為由，要求其帶藥前往治療，中計被捕。:116
當夜張玉蟬在家中經大嫂葉蘊玉（張宗仁妻）通知，得知丈夫張果仁在仁壽醫院中被捕，於是妯娌取出當日醫院收入，請求經常出入仁壽醫院、疑為監視張家人的國民黨特務、事發當晚逗留在張玉蟬家的方姓外省人，幫忙救出張宗仁、張果仁。該方姓外省人以無法幫忙為由並未收下金錢，表示此事需要擔任國大代表的張玉蟬父親張七郎出面解決。4月5日清晨，張玉蟬奔赴鳳林山下張家向父親求援，經母親詹金枝告知，得知父親和依仁昨晚亦被軍人逮捕。上午七時，張玉蟬回到仁壽醫院。近上午十時，一名軍人到仁壽醫院告知昨夜張家已有三人在公墓遭槍斃。:116-117
聞訊被捕的家人中有三人遭槍斃，張玉蟬和葉蘊玉、二嫂（許梅）與親戚共十餘人前往公墓分頭尋找遺體下落，傍晚尋獲張七郎、張宗仁、張果仁父子三人遺體。:118
案發之後，張家人包括張玉蟬四處申冤。自1947年6月起，張家便將張玉蟬大伯張采香替詹金枝寫下的〈訴冤狀〉，分別送至蔣中正處、行政院、國民大會、臺灣省政府、警備司令部、臺灣高等法院⋯⋯等，然僅獲高等法院檢察處批示，表示：「⋯⋯張七郎、張宗仁、張果仁等背叛黨國、組織暗殺團，拒捕擊斃一案二剛經前台灣警備總司令部電准備查在案。」其餘申訴均石沉大海。:192-195

### 家庭驟變後的經歷
1947年事件發生後，張家將醫館關閉搬到山下的住宅居住:25，當時張玉蟬已有身孕，於同年10月產下遺腹子張至滿。因家中遭逢巨變男丁不足只剩老弱婦孺，張宗仁的妻子葉蘊玉到外面教書賺錢:59，張玉蟬則在家中負責較粗重的農園工作，生活品質與事件發生前落差許多。:191:120
1955年張玉蟬認識了鳳林教會傳道師的弟弟陳喬格並約於一年後結婚，育有一女陳惠操。後陳喬格因不能適應張家的生活而出走，張玉蟬在母親詹金枝的逼迫下，在陳喬格和幼子張至滿之間選擇，最終因不捨幼子，決定離婚。:197:136
離婚後，張玉蟬帶著女兒陳惠操住在山下，辛勤工作、操持家事。後子女陸續成家，留在家中陪伴母親詹金枝。1982年詹金枝過世，於過世前詹金枝將太古巢農園交由張玉蟬負責，張玉蟬晚年即住於此直至死亡不曾搬離。

### 晚年
張玉蟬晚年身體不佳，多次進出醫院治療，後因年事已高、身體器官衰弱，於2022年12月28日逝世，享耆壽94歲。死後於鳳林教會舉辦告別禮拜，骨灰由家屬運回新竹湖口張家宗祠安放。

## 轉型正義中作出的見證
1990年，張玉蟬請李登輝家庭牧師翁修恭將當年的〈訴冤狀〉轉交李登輝總統。同年12月8日，張玉蟬女士出席在台北懷恩堂舉辦的「記念二二八平安禮拜」，並於會中講述張家於二二八事件中的遭遇，是最早公開見證的二二八受難者家屬。:143-144
此禮拜由蘇南洲作為召集人，李登輝家庭牧師翁修恭與蔣氏家族牧師周聯華分別為籌備主任委員。時任總統府秘書長蔣彥士、總統府發言人邱進益、行政院長郝柏村、內政部長許水德、台北市長黃大洲、新聞局長邵玉銘，以及民進黨黨員施明德、林正杰、許信良、江鵬堅、呂秀蓮等人皆有出席參加。
1991年3月2日，張玉蟬女士與蘇南洲及其他二二八家屬組成的團契成員們，從濟南基督長老教會步行至中華民國總統府，並提出真相公布、道歉賠償、豎立中央二二八紀念碑、成立二二八國家紀念館、創立二二八事件紀念基金會、設立二二八和平紀念日等五項訴求。

## 家庭成員
父親：張七郎（1888年—1947年4月4日），張玉蟬之養父、公公，父親為漢醫張仁壽。福建臺灣省臺北府新竹縣竹北二堡大湖口庄（今新竹縣湖口鄉）人，臺灣總督府醫學校（今國立臺灣大學醫學院）畢業。身兼多職，曾擔任醫生、鳳林初中校長、制憲國民大會代表、花蓮縣議會議長。
母親：詹金枝（1892年2月19日—1982年），張七郎之妻。新竹芎林人:290，七歲與張七郎訂婚，二十一歲結婚，婚後育有五男三女（宗仁、依仁、果仁、秀惠、性惠、秉仁、存仁、和惠）。擔任丈夫醫院的助產士。
丈夫（第一任）：張果仁（約1923年—1947年4月4日），張七郎三子，與張玉蟬育有一子張至滿，死於鳳林二二八事件。:118
兒子：張至滿（1947年10月5日—），張七郎之孫，張果仁與張玉蟬之子。畢業於文化大學體育系、師範大學研究所，後於美國取得博士學位，回臺後在體育界服務。
丈夫（第二任）：陳喬格，澎湖人，後因張玉蟬養母詹金枝緣故離婚。:137
女兒：陳惠操（1955年—），張玉嬋與陳喬格之女。花蓮女中畢業，1979年結婚後定居新店。